# 인민위원회
인민위원회(人民委員會)란, 1945년 일제패망, 광복 직후 전국적으로 조직된 민간자치기구를 말한다.

## 개요
건국준비위원회가 발족된 이후 건국준비위원회 내 박헌영을 비롯한 좌익세력들이 주도하여 조선인민공화국을 공포하였는데, 이때 건국준비위원회는 각 지역에 140여개의 지부로 확대되어 지방기구를 인민위원회로 전환하여 개편한다. 인민위원회에서 추대된 위원장들은 대체로 이념과는 무관한 지역 원로원들이었으며, 주로 민간인들이 주도하여 치안대를 구성하였고 이들은 어떠한 이념대립없이 민족주의계와 사회주의계열이 순수 자발적인 단체로 어울렸었다.
이들 인민위원회는 전국구 각지역 지방마다 수백 개의 기관들이 있었으며, 지역 마을 단위에서부터 신임을 얻고 있는 지역에서 영향력있는 인사들이 추대되어 좌우익 사상을 막론하고 다양한 계급계층을 포괄하였다. 주로 하는 업무는 선전,치안,행정,식량배급 업무등에 기울였었다. 특히 그당시 가장 시급했었던 치안과 행정을 해결했었는데, 이전에 치안과 행정업무를 맡았던 일제 총독부는 패망 직후 곧바로 여운형의 건국준비위원회에 인계하였기 때문에 그당시 한반도의 치안 상태는 매우 혼란한 상황이었기 때문이다. 치안업무는 주로 일본군 패장병의 횡포를 막는 것, 일본인이 조선인으로 가장해 횡포부리는 짓을 막는 것, 토지, 산업체등 군수물자를 멋대로 처리하는 것을 감시하는 것 등이었다.
1945년, 패망한 일본군이 한반도에서 철수하기 전에 조선인들을 마구 학살하고 떠난다거나 해방 직후에 민중 내에서 친일파를 처단한다는 이름으로 사적인 감정에 기인한 마구잡이식 보복성 살인으로 사회 분열이 일어나고 혼란이 일어나 힘없는 사람들이 거기에 말려 억울한 피해를 입을 것이 걱정되었기 때문이다. 또한 인민위원회는 각 면별로 국민학교, 중학원등을 설립하여 자치교육을 실시하기도 하는 등 실질적으로 마을행정을 주도하였다.
또한, 이들 지방 자치정부들은 실질적인 통치를 하여 각각 여러 정책들을 시행했었는데, 주로 과거 일제시대때 일본인들의 재산을 한국인들에게 귀속시켜 배분시켜야한다는 것과 농업문제,토지배분,노동문제등 해결하고자 힘썼었다. 따라서 일제가 물러남에 따라 당시 공백기였던 한반도에 민간인들이 스스로 질서정연하게 결성한 지방 민중자치기구인 인민위원회는 순조롭게 진행 중이었다.
초기에 인민위원회는 사상을 넘어서 좌우합작의 성격을 띠고 있었으나, 조직력에서 앞선 좌익계열 세력이 주도하는 경우가 많았다. 그리고, 곧이어 9월에 미군과 소련의 한반도 진주 이후, 남한지역에 입성한 미군은 '인민위원회가 공산주의계열 조직망'이라고 생각하였으며, 맥아더 포고령 제1호를 통해서 이를 전면 부인하고 군정을 선언함으로써 과거 일제시대때 친일파였던 군,경찰,관료들을 대거 등용하게 된다.
이렇게 되자 결국, 친일세력들을 대거 등용한 미군정과 인민위원회는 거듭되는 갈등과 대립 속에 1945년 12월 12일자로 인민위원회 자체를 불법화 시킴으로써 인민위원회의 활동도 차츰 세력을 잃어가게 된다. 이에 따라 인민위원회 역시 미군정의 탄압을 받는다.
반면에 북한지역에 입성한 소련은 인민위원회를 합법적으로 승인하고 이를 간접적으로 지원했으나, 후에 소련에서 정치장교로 활동한 김일성에 의해 좌우를 망라한 중도적 성향이 김일성 우상화 작업으로 변질되어가면서 1946년에 북조선 임시 인민위원회가 설립하게 된다.

## 의의
1945년 광복직후부터 미군정의 입성시기까지 인민위원회는 전국적으로 상당한 신망과 지지를 받고 있었다. 우익세력으로부터 외면 받은 중앙인민위원회와 달리 지방의 인민위원회 경우는 좌익들만이 아닌 지역에서 양심가로 명망 높은 우익세력 인사들도 대거 적극 참여했기 때문에 대중들로부터 상당한 지지를 받았다. 예를 들어 중국,소련,일본 등지에 이민,징용이나 징병등 나갔다가 돌아오는 귀환민들의 행렬은 해방 후 수개월이 지나도록 계속되고 있었던 무렵에 인민위원회는 이들을 맞이해 먹을 것과 잠자리를 제공해주고 아직 철수하지 않은 일본군경을 견제하는 등 1945년 말까지 실질적인 국가 기관처럼 활동했다.

## 같이 보기
- 조선인민공화국
- 건국준비위원회
- 여운형